# Blå dvärg
En blå dvärg är en hypotetisk stjärntyp som utvecklas från en röd dvärg efter att denna har uttömt det mesta av sitt förråd av väte.

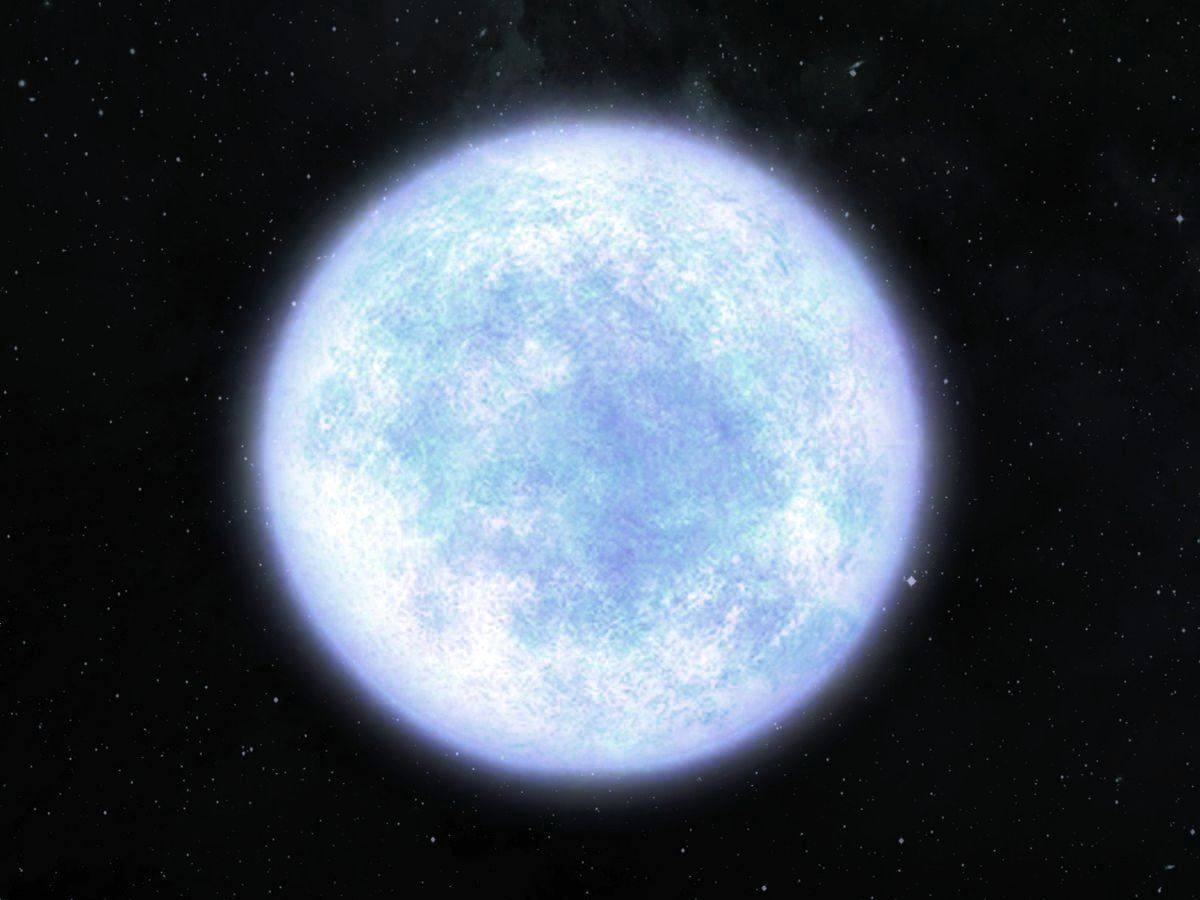

Röda dvärgar förbrukar väte långsamt och är helt konvektiva. I stjärnans centrum fusionerar väte till helium; hett helium strömmar ut mot stjärnans yta och ersätts av inströmmande, kallare, väte. På så sätt omvandlas stjärnans hela väteförråd långsamt till helium. Som jämförelse kommer en stjärna av solens storlek bara att förbruka 10 procent av sitt väte under sin tid som huvudseriestjärna, Universum är ännu inte tillräckligt gammalt för att några blå dvärgar ska ha hunnit bildas. Deras framtida existens förutses baserat på teoretiska modeller.
Stjärnor ökar i ljusstyrka när de åldras och en ljusare stjärna behöver stråla ut energi snabbare för att upprätthålla jämvikten. Stjärnor som är större än röda dvärgar gör detta genom att öka sin storlek och bli röda jättar med större area. Istället för att expandera förutspås dock röda dvärgar mindre än 0,25 solmassor öka sin utstrålning genom att öka sin yttemperatur och bli "blåare". Detta beror på att röda dvärgars ytskikt inte blir mer ogenomskinliga med ökande temperatur.
När deras vätebränsle är helt uttömt utvecklas blå dvärgar så småningom till vita dvärgar, vilka i sin tur så småningom kommer att svalna för att bli svarta dvärgar.